# داکار
داکار (English:  ‎/dɑːˈkɑːr, ˈdækər/‎; فرانسوی: [da.kaʁ]) پایتخت و بزرگ‌ترین شهر کشور سنگال است.
این شهر در شبه‌جزیرهٔ کیپ-ورت در ساحل اقیانوس اطلس قرار دارد و غربی‌ترین شهر بر قدیم به حساب می‌آید. موقعیت این شهر در حاشیهٔ غربی آفریقا باعث شده مقصدی برای سفرهای بین-قاره‌ای و تجارت با اروپا محسوب شود که همین امر باعث رشد آن شده‌است.
بنا بر تخمین‌های رسمی ۳۱ دسامبر ۲۰۰۵ میلادی، شهر داکار ۱٬۰۳۰٬۵۹۴ تن جمعیت داشته در حالی که جمعیت منطقهٔ شهری داکار ۲٫۴۵ میلیون تن برآورد شده‌است.